# Joan Freixas i Camps
Joan Freixas i Camps   (Girona, 28 d'abril de 1962) és un ex-pilot de trial català que destacà en competicions estatals durant la dècada del 1980. La temporada de 1980 fitxà per OSSA juntament amb un altre jove valor, Gabino Renales, i tots dos compartiren equip al campionat d'Espanya de trial amb pilots del nivell de Toni Gorgot, Albert Juvanteny, Quico Payà i Joaquim Abad. Després de la fallida d'OSSA passà a Merlin, on compartí equip entre d'altres amb Lluís Gallach i esdevingué un dels pilots més carismàtics de la marca.
Al llarg de la seva carrera, Freixas assolí bons resultats al campionat estatal, entre ells el subcampionat a la Copa Júnior el 1980 amb l'OSSA i un altre subcampionat absolut el 1985, amb la Merlin. Va guanyar també proves destacades, com ara els Tres Dies de Trial de Santigosa de 1989, aquest cop amb Gas Gas.

## Palmarès
| Any  | Motocicleta | C. d'Espanya |
| ---- | ----------- | ------------ |
| 1980 | OSSA        | 2n Júnior    |
| 1981 | OSSA        | 11è          |
| 1982 | Merlin      | 9è           |
| 1983 | Merlin      | 8è           |
| 1984 | Merlin      | 5è           |
| 1985 | Merlin      | 2n           |
| 1986 | Merlin      | 5è           |
| 1987 | Merlin      | 10è          |
| 1988 | Merlin      | 7è           |
| 1989 | Gas Gas     | 7è           |